# Rubraea nohara
Rubraea nohara is een vlinder uit de familie van de Nymphalidae. De wetenschappelijke naam van de soort is voor het eerst gepubliceerd in 1847 door Jean Baptiste Boisduval.

## Verspreiding
De soort komt voor in de graslanden van Mozambique, Namibië, Zimbabwe, Botswana, Zuid-Afrika en Eswatini.

## Waardplanten
De rups leeft op Basananthe sandersonii en Tricliceras longipedunculatum (Passifloraceae).

## Ondersoorten
- Rubraea nohara nohara (Boisduval, 1847)
  - = Acraea nohara nohara Boisduval, 1847
- Rubraea nohara halali (Marshall, 1896) (Noord-Mozambique en de hooglanden van Zimbabwe)
  - = Acraea halali Marshall, 1896
- Rubraea nohara dondoensis (Stevenson, 1934) (Mozambique)
  - = Acraea nohara dondoensis Stevenson, 1934
  - = Acraea dondoensis Stevenson, 1934
  - = Acraea nohara junodi d’Abrera, 1980